# Artur Becker
Artur Becker (ur. 7 maja 1968 w Bartoszycach jako Artur Bekier) – polsko-niemiecki pisarz, prozaik, eseista, tłumacz. Mieszka we Frankfurcie nad Menem w hotelu Lindley, który jest także miejscem akcji powieści „Der unsterbliche Mr. Lindley“ z 2018 r.
Artur Becker urodził się jako syn polsko-niemieckich rodziców i w 1985 wyjechał na stałe do Niemiec. Pisze w języku niemieckim powieści, eseje, opowiadania, wiersze, także tłumaczy. Większość z jego powieści związana jest tematycznie z Warmią i Mazurami. W Niemczech opublikował do tej pory kilkanaście książek. Jest jednym z najbardziej znanych niemieckojęzycznych autorów pochodzenia polskiego.
Wielokrotnie nagradzany, m.in. niemiecką nagrodą im. Adelberta von Chamisso za rok 2009. W roku 2020 odbył na Uniwersytecie w Dreźnie docenturę poetycką, której efektem jest książka "Von der Kraft der Widersprüche" (2021). Za powieść "Drang nach Osten" odznaczony został w roku 2022 nagrodą literacką Kakehashi (Japonia).
W 2009 wyszła jego pierwsza publikacja w języku polskim – powieść Kino Muza. Przedstawia ona losy protagonisty na rozdrożu między miasteczkiem Bartoszyce a niemiecką Bremą. Jest to portret pokolenia żyjącego na polskiej prowincji w latach 80. XX wieku.
Jako writer in Residence przebywał w Nowym Jorku, w Olevano Romano pod Rzymem, na wyspie Sylt, w Wenecji oraz w Santiago i w Johannesburgu, od 2020 roku w Hotelu Lindley we Frankfurcie nad Menem.
Artur Becker publikuje regularnie artykuły we „Frankfurter Rundschau” i „Neue Zürcher Zeitung” oraz w „Rzeczypospolitej”.
Do jego najbardziej znanych powieści w niemieckojęzycznym obszarze należą Wodka und Messer. Lied vom Ertrinken (2008, polskie wydanie 2013 pod tytułem Nóż w wódzie. Pieśń o topielcach) oraz Drang nach Osten (2019).

## Publikacje
W języku niemieckim:
- Der Dadajsee. Roman, Stint Verlag, Bremen 1997, ISBN 3-928346-13-X writer in Residence
- Der Gesang aus dem Zauberbottich. Gedichte (1998)
- Jesus und Marx von der ESSO-Tankstelle. Gedichte (1998)
- Dame mit dem Hermelin. Gedichte (2000)
- Onkel Jimmy, die Indianer und ich. Roman (2001, 2003)
- Die Milchstraße. Erzählungen (2002)
- Kino Muza. Roman (2003)
- Die Zeit der Stinte. Novelle (2006)
- Das Herz von Chopin. Roman (2006)
- Wodka und Messer. Lied vom Ertrinken. Roman, Weissbooks.w, Frankfurt am Main 2008, ISBN 978-3-940888-28-0 writer in Residence
- Ein Kiosk mit elf Millionen Nächten. Gedichte (2009)
- Der Lippenstift meiner Mutter. Roman, Weissbooks.w, Frankfurt am Main 2010, ISBN 978-3-442-74296-7 writer in Residence
- Vom Aufgang der Sonne bis zu ihrem Niedergang. Roman, Weissbooks.w, Frankfurt am Main 2013, ISBN 978-3-940888-06-8.
- Sieben Tage mit Lidia. Novelle, Weissbooks.w, Frankfurt am Main 2014, ISBN 978-3-86337-065-7 writer in Residence
- Kosmopolen. Auf der Suche nach einem europäischen Zuhause. Essays. Weissbooks.w, Frankfurt am Main 2016, ISBN 978-3-86337-105-0.
- Der unsterbliche Mr. Lindley. Hotelroman. Weissbooks.w, Frankfurt am Main 2018, ISBN 978-3-86337-172-2 writer in Residence
- Drang nach Osten. Roman. Weissbooks.w, Frankfurt am Main 2019, ISBN 978-3-86337-119-7 writer in Residence
- Bartel und Gustabalda. Wiersze. Parasitenpresse, Köln 2019
- Von der Kraft der Widersprüche. Drezdeńska Docentura Poetycka. Thelem. 2021 Dresden, ISBN 978-3-95908-423-9.
- Links: Ende und Anfang einer Utopie. Essej. Westend-Verlag, 2022 Frankfurt am Main, ISBN 978-3-86489-354-4.

W przekładzie na język polski:
- Kino Muza. Powieść. Wydawnictwo Borussia. Olsztyn 2009. Tłumacz: Dariusz Muszer. ISBN 978-83-89233-52-3.
- Nóż w wódzie. Pieśń o topielcach. Wydawnictwo Borussia. Olsztyn 2013. Tłumacz: Joanna Demko i Magdalena Żółtowska-Sikora. ISBN 978-83-89233-76-9
- Kosmopolska i Kosmopolacy. W poszukiwaniu europejskiego domu. Eseje. Universitas. Kraków 2019. Tłumacz: Jacek Dąbrowski. ISBN 97883-242-3408-0

## Nagrody i Stypendia
- 1997: Nagroda „Das neue Buch in Niedersachsen und Bremen” za powieść Der Dadajsee
- 1997: Stypendium Wolnego Miasta Bremen za tomik wierszy Der Gesang aus dem Zauberbottich
- 1998: Stypendium Villi Decius
- 2000: Stypendium Deutsches-Haus w Nowym Jorku
- 2002: Stypendium Ministra Kultury Dolnej Saksonii
- 2003: Stypendium Literarisches Colloquium Berlin
- 2005: Stypendium Casa-Baldi w Olevano Romano
- 2005: Stypendium Fundacji Roberta Boscha
- 2006: Stypendium Fundacji Konrada Adenauera
- 2007: Stypendium Deutschen Literaturfonds Darmstadt
- 2009: Nagroda im. Adelberta von Chamisso
- 2011: Stypendium Ministra Kultury Dolnej Saksonii
- 2012: Nagroda DIALOG Federalnego Towarzystwa Polsko-Niemieckiego
- 2017: Stypendium Ministra Kultury Dolnej Saksonii
- 2020: Docentura Chamisso Saksońskiej Akademii Sztuk i Stowarzyszenia Edukacyjnego w Dreźnie
- 2022: Nagroda Literacka Kakehashi za powieść "Drang nach Osten"

## Wywiady
Artur Becker, Monika Wolting: Kim jest, może i powinien być Europejczyk? Kosmopolakiem?, „Transfer. Reception Studies” 4.
25 lat później. Imponderabilia społecznej, politycznej i ekonomicznej zmiany. O przełomie demokratycznym w Polsce i w Niemczech z pisarzami Arturem Beckerem oraz Dariuszem Muszerem rozmawia Magdalena Kardach, „Przegląd Zachodni”, nr 4. – Poznań, 2015. – s. 305–313.

## Literatura
- Badura, Bożena Anna: Polska literatura pisana po niemiecku. Recepcja literatury na pograniczu kultur na przykładzie powieści Artura Beckera „Das Herz von Chopin”. Studia Neofilologiczne 2015, z. 11, s. 161–173.
- Gajdis, Anna: Odysseus kehrt zurück. Masuren/Ostpreußen in den Romanen von Artur Becker. W: Monika Wolting (red.): Neues historisches Erzählen, Göttingen: Vandenhoeck & Ruprecht unipress 2019, s. 233–249 (Gesellschaftskritische Literatur – Texte, Autoren und Debatten, red. Monika Wolting i Paweł Piszczatowski, t. 1).
- Gajdis, Anna: Topografie literackie Artura Beckera. W: (Post)migracja – Tożsamość – Transkultura. Pisarki i pisarze polskiego pochodzenia w Niemczech i w Austrii. Red. Anna Majkiewicz i Monika Wolting. „Transfer. Reception Studies” 4[5].
- Kardach, Magdalena: Nasz Polak w Niemczech. W: Rzeczpospolita, Nr 278. Plus Minus 48. 28-29.11.2015, s. 38–39.
- Kardach, Magdalena: Polska recepcja niemieckiej literatury autorstwa polskich pisarzy-emigrantów. Studium przypadku: Artur Becker oraz jego twórczość w latach 1997–2016. W Monika Wolting, Stephan Wolting (red.), Zrozumieć obcość. Recepcja literatury niemieckojęzycznej w Polsce po 1989 roku, Universitas, Kraków 2016, s. 273–296.
- Kuzborska, Alina: Beckeriada warmińsko-mazurska. Posłowie. W: A. Becker: Nóż w wódzie. Pieśń o topielcach. Przekład J. Demko i M. Żółtowska-Sikora, Borussia: Olsztyn 2013, s. 247–252.
- Kuzborska, ALina: Postostpreußische Re-Migrationen von Artur Becker. W: B. Neumann, A. Talarczyk (red.): Erzählregionen. Regionales Erzählen und Erzählen über eine Region. Aachen 2011, s. 155–166.
- Kuzborska, Alina: Pamięć historyczna i pamięć literacka: Jubileusz 650-lecia Barczewa. Szkice z dziejów Barczewa, red. Grzegorz Białuński, Robert Klimek, Alina Kuzborska, Barczewo 2014 s. 7–18.
- Makarska, Renata: Tekstowa wielojęzyczność w niemieckojęzycznych utworach pisarzy polskiego pochodzenia (Artur Becker, Dariusz Muszer, Matthias Nawrat). W: (Post)migracja – Tożsamość – Transkultura. Pisarki i pisarze polskiego pochodzenia w Niemczech i w Austrii. Red. Anna Majkiewicz i Monika Wolting. „Transfer. Reception Studies” 4, s. 53–76[5].
- Palej, Agnieszka: Fließende Identitäten. Die deutsch-polnischen Autoren mit Migrationshintergrund nach 1989. Wydawnictwo Uniwersytetu Jagiellońskiego, Kraków 2015.
- Plath, Jörg: Wladimir Kaminer, Radek Knapp i Artur Becker – trzej niemieckojezyczni pisarze ze wschodnioeuropejskim tłem, „Dialog” październik 2004, nr 68[6].
- Wolting, Monika: Kosmoeuropa. Artur Becker: Kosmopolska i Kosmopolacy. „Odra” 12. 2019, s. 115–117.